# Kuttawa
Kuttawa és una població dels Estats Units a l'estat de Kentucky. Segons el cens del 2000 tenia 596 habitants.

## Demografia
Segons el cens del 2000, Kuttawa tenia 596 habitants, 220 habitatges, i 157 famílies. La densitat de població era de 118,6 habitants/km².
Dels 220 habitatges en un 24,1% hi vivien nens de menys de 18 anys, en un 62,7% hi vivien parelles casades, en un 5,5% dones solteres, i en un 28,2% no eren unitats familiars. En el 26,4% dels habitatges hi vivien persones soles el 14,1% de les quals corresponia a persones de 65 anys o més que vivien soles. El nombre mitjà de persones vivint en cada habitatge era de 2,2 i el nombre mitjà de persones que vivien en cada família era de 2,61.
Per edats la població es repartia de la següent manera: un 14,1% tenia menys de 18 anys, un 4,5% entre 18 i 24, un 18,3% entre 25 i 44, un 26,2% de 45 a 60 i un 36,9% 65 anys o més.
L'edat mediana era de 55 anys. Per cada 100 dones de 18 o més anys hi havia 68,4 homes.
La renda mediana per habitatge era de 45.357 $ i la renda mediana per família de 55.208 $. Els homes tenien una renda mediana de 48.571 $ mentre que les dones 31.375 $. La renda per capita de la població era de 21.355 $. Entorn del 5,6% de les famílies i el 7,7% de la població estaven per davall del llindar de pobresa.

## Poblacions més properes
El següent diagrama mostra les poblacions més properes.